# Ссылка в Сибирь

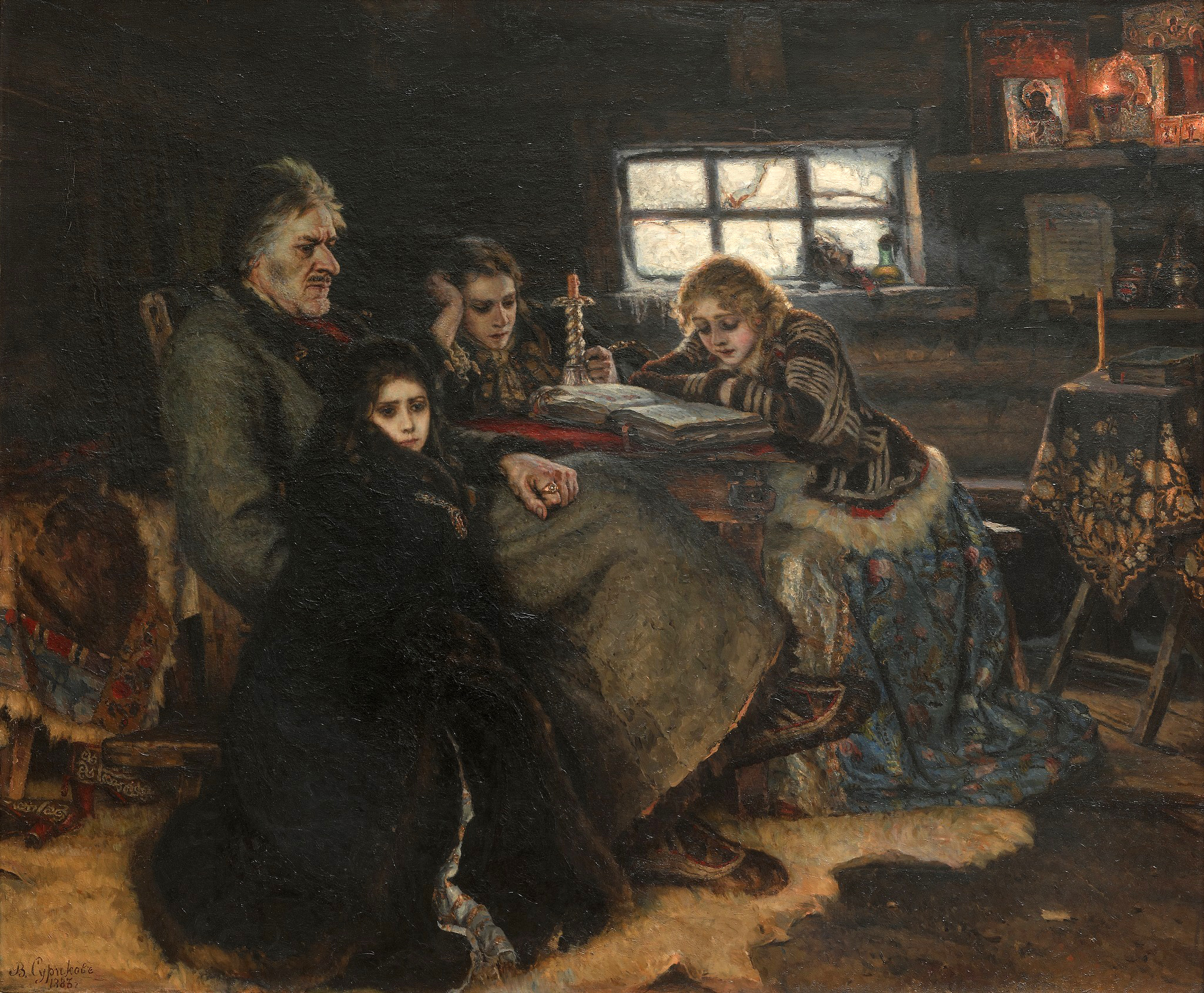
Картина «Меншиков в Берёзове», художник Василий Суриков

Ссылка в Сибирь — уголовное наказание в Русском царстве, Российской империи и СССР, заключавшееся в насильственном переселении человека на жительство в Сибирь.

## История

### В Русском царстве
Местами ссылки в России первоначально являлись окраины Европейской России: Урал, затем — Кавказ, а с ходом освоения восточных районов — Сибирь.
Первыми сибирскими ссыльными считаются жители Углича, сосланные в Пелымский острог по делу об убиении царевича Димитрия в 1593 году — через год после основания самого Пелыма. В 1599 году туда же сосланы стольники Василий Никитич и Иван Никитич Романовы.
По подсчётам Петра Буцинского, в первой половине XVII века в Сибирь сослано не менее 1 500 человек.

### В Российской империи
Массовый характер ссылка в Сибирь приобрела после отмены в середине XVIII века смертной казни и замены её вечной каторгой, а также указов 1760-х годов о разрешении помещикам ссылать в Сибирь своих крепостных крестьян, уличенных в «непристойных и предерзностных поступках», о предоставлении крестьянским и посадским (затем мещанским) общинам права приговаривать к ссылке «непотребных и вредных обществу людей», о ссылке бродяг на поселение в Сибирь.

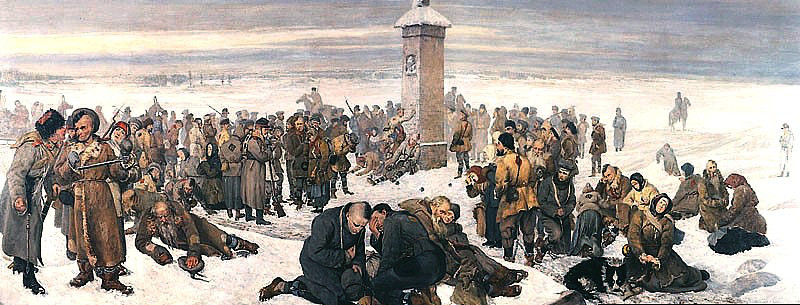
«Прощание с Европой», Александр Сохачевский

Ссылка по суду до XIX века нередко сопровождалась телесными наказаниями, клеймением и членовредительством.
Ссылка уголовных и политических преступников в Сибирь в XIX веке рассматривалась правительством прежде всего как средство заселения края при ограничении свободного переселения. В системе уголовного законодательства Российской империи существовали следующие разновидности ссылки: после отбытия срока каторжных работ, на поселение (жительство), административная и на водворение. Как правило, приговорённые к ссылке, через специальные учреждения в Тобольске и Тюмени, в зависимости от тяжести проступков, распределялись по губерниям и областям Сибири: чем серьёзнее правонарушение, тем дальше на восток водворялся осуждённый. В губернских и областных центрах местные экспедиции о ссыльных определяли место водворения правонарушителя (уезд, волость). В волостном правлении ссыльному назначалось место жительства в одном из селений с правом заниматься сельскохозяйственным трудом или промыслом с причислением к местному обществу. В XIX веке в Сибирь было сослано около 1 млн человек.
После восстания 1825 года в Сибирь были сосланы многие декабристы. В 1831 году в Сибирь на каторгу и в ссылку были отправлены тысячи участников польского восстания 1830—1831.

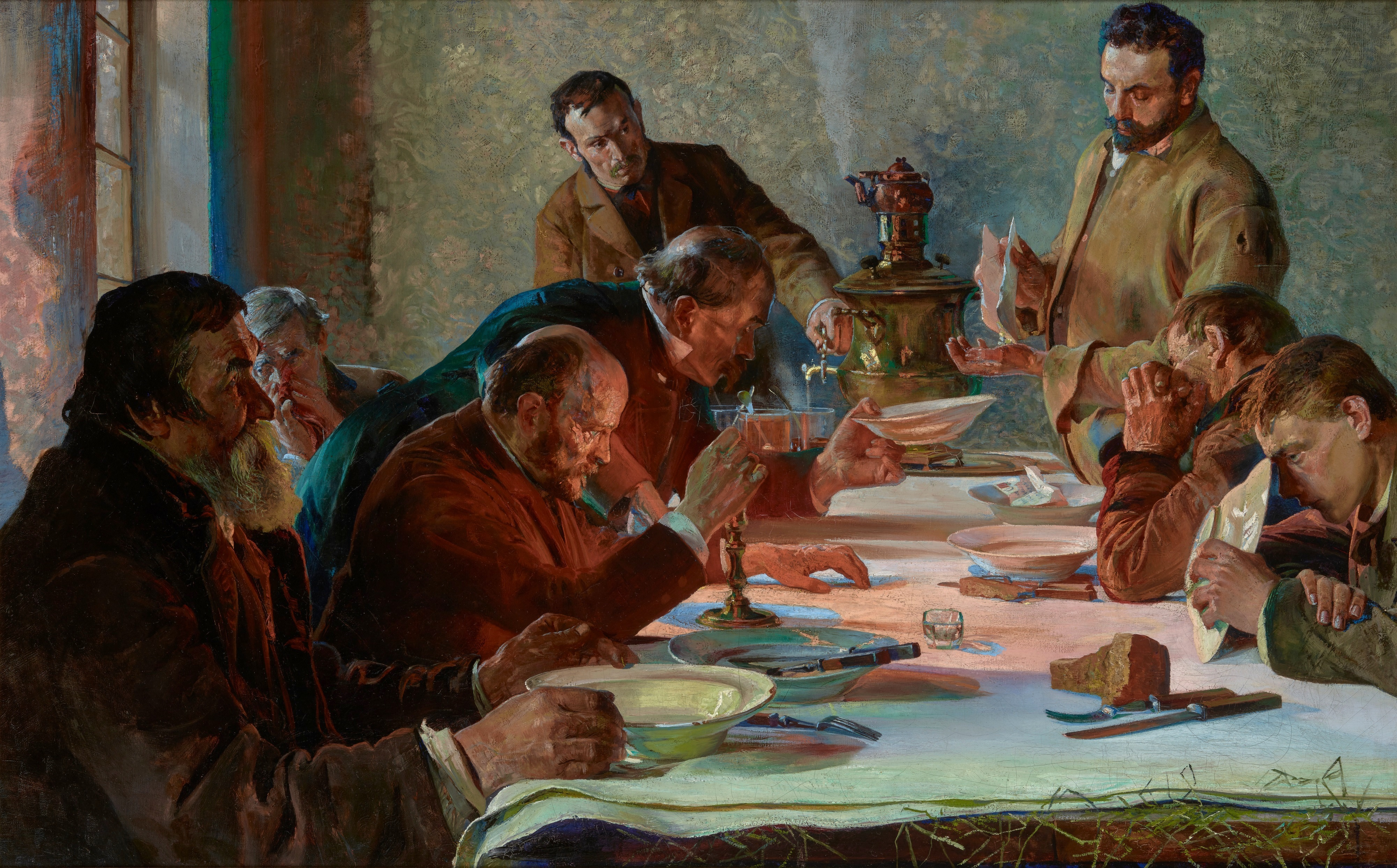
Картина Сочельник в Сибири, художник Яцек Мальчевский

В 1860—1870-е годы в Сибирь попадали участники крестьянских волнений, члены народнических и народовольческих организаций, участники Польского восстания 1863—1864, начиная с конца XIX века — члены левых политических организаций.
Во второй половине XIX века именно Сибирь являлась главным местом политической ссылки; в основном ссыльных отправляли в Забайкалье, Якутскую область, Енисейскую, Иркутскую и Томскую губернии. К началу XX века в Сибири находилось до 300 тыс. ссыльных.
Наполнение Сибири ссыльными вызывало озабоченность у правительства и сибирского общества. В результате 12 июля 1900 года был принят закон, который заменил ссылку на житье тюремным заключением; ссылка на поселение сохранялась только для каторжников, отбывших свой срок, и за преступления религиозного и государственного характера; ссылка на водворение территориально ограничивалась Сахалином, административная ссылка стала срочной с возможностью возвращения в европейскую часть страны; на крестьянские общества возлагалась обязанность содержать сосланных по их решениям на местах поселения в течение 2 лет.
С 1906 года в Сибирь направлялись участники Революции 1905—1907 годов.
6 (19) марта 1917 года Временное правительство объявило политическую амнистию, а 26 апреля (9 мая) 1917 года политическая ссылка была официально упразднена.

### В СССР
В 1922 году в Советском Союзе официально учреждена высылка и ссылка, хотя впервые советская власть применила ссылку в Сибирь ещё в 1921 году. Первые ссыльные в Сибирь имели преимущественно политическую окраску. В числе ссыльных были не только представители партийной интеллигенции, но и духовенства, студенчества, участники национального и антибольшевистского движений, так называемые бывшие (дворяне, торговцы, предприниматели) и др.
В течение 1924 года в распоряжение полномочного представительства ОГПУ по Сибири поступило до 2 тысяч человек, или около трети приговорённых к административной высылке и ссылке. В целом по стране численность подвергнутых во внесудебном порядке высылке и ссылке увеличилась с 6 274 человек в 1925 до 24 517 человек в 1929 году.
К 1930 году в Сибирском крае размещалось около 16 тысяч высланных и ссыльных всех категорий; их наибольшая концентрация была в Красноярском, Томском и Канском округе.
В 1930-е годы около 2,5 млн. человек в СССР подверглись ссылке в результате кампании раскулачивания и многие из них попали в Сибирь. Это повлекло за собой создание особой системы спецпоселений (в 1933 году они были переименованы в трудпоселения). 
Ссылка могла назначаться и в качестве дополнительного наказания после отбытия основного или при замене не отбытой части лишения свободы менее тяжким наказанием. В советское время ссыльнопоселённые были обязаны заниматься общественно полезным трудом, иначе им ещё грозило и наказание за тунеядство.
В 1939—1941 годы, с присоединением к СССР целого ряда западных территорий, ссылке были подвергнуты целые социальные группы населения Западной Украины, Западной Белоруссии, Прибалтики, Бессарабии — представители «буржуазно-помещичьих классов», работники государственного аппарата управления, полиции, жандармерии, священнослужители, представители национальной интеллигенции и пр. Также в 1930-е—1940-е годы осуществлялась депортация целых народов, многие представители которых были сосланы именно в Сибирь.
С середины XX века ссылку стали применять всё реже. В 1960—1970-е ссылку (и тем более в Сибирь) применяли уже практически в единичных случаях, в отношении диссидентов, причем во многих случаях им инкриминировалось тунеядство.

## Значение
Политические ссыльные оказали большое влияние на развитие Сибири, способствовали распространению культуры, просвещения, изучению природных богатств и т. д. Многие из них нашли себе здесь новую родину — и до сих пор в Сибири компактно проживают потомки людей, сосланных ещё в XIX веке. Это, например, семейские староверы Забайкалья — потомки староверов, переселённых из восточной части Речи Посполитой.

## Сосланные в Сибирь
Некоторые из сосланных политических и религиозных деятелей представлены ниже:
- Протопоп Аввакум — идеолог и наиболее видный деятель старообрядчества
- Демьян Многогрешный — гетман Левобережной Украины
- Александр Меншиков — русский государственный и военный деятель, ближайший сподвижник и фаворит Петра I
- Эрнст Бирон — фаворит русской императрицы Анны Иоанновны, регент Российской империи
- Николай Чернышевский — русский литературный критик, революционер-демократ, теоретик утопического социализма
- Юзеф  Пилсудский — первый президент Польши
- Лев Троцкий — российский революционер, советский государственный, партийный и военно-политический деятель
- Владимир Ленин — основатель советского государства
- Иосиф Сталин — российский революционер, советский политический, государственный, военный и партийный деятель
- Войцех Ярузельский — последний президент ПНР